# Limenitis reducta
Limenitis reducta är en fjärilsart som beskrevs av Otto Staudinger 1901. Limenitis reducta ingår i släktet Limenitis och familjen praktfjärilar. Inga underarter finns listade i Catalogue of Life.

## Bildgalleri

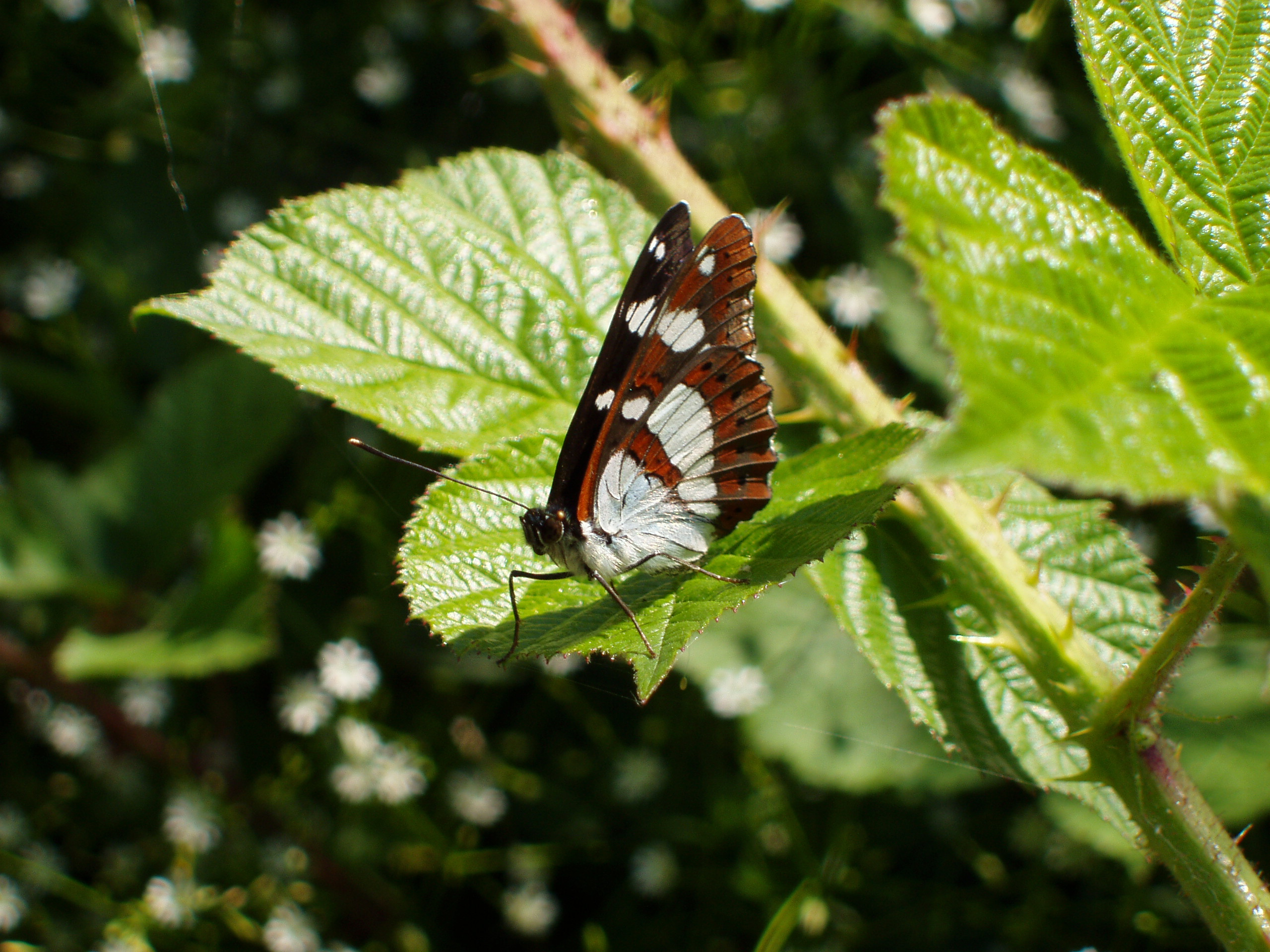
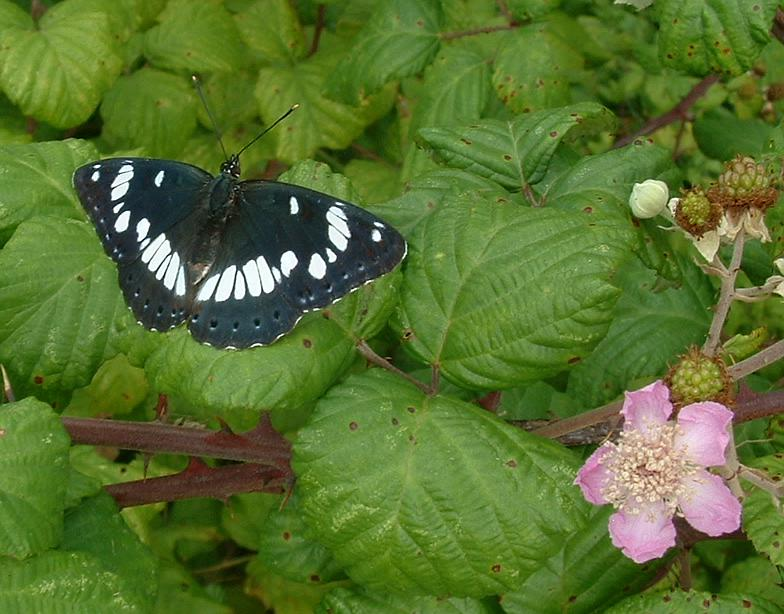
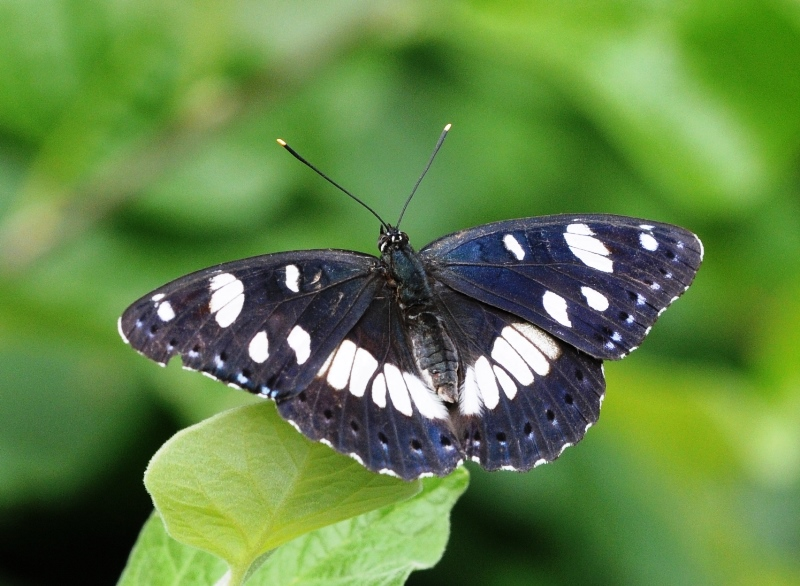
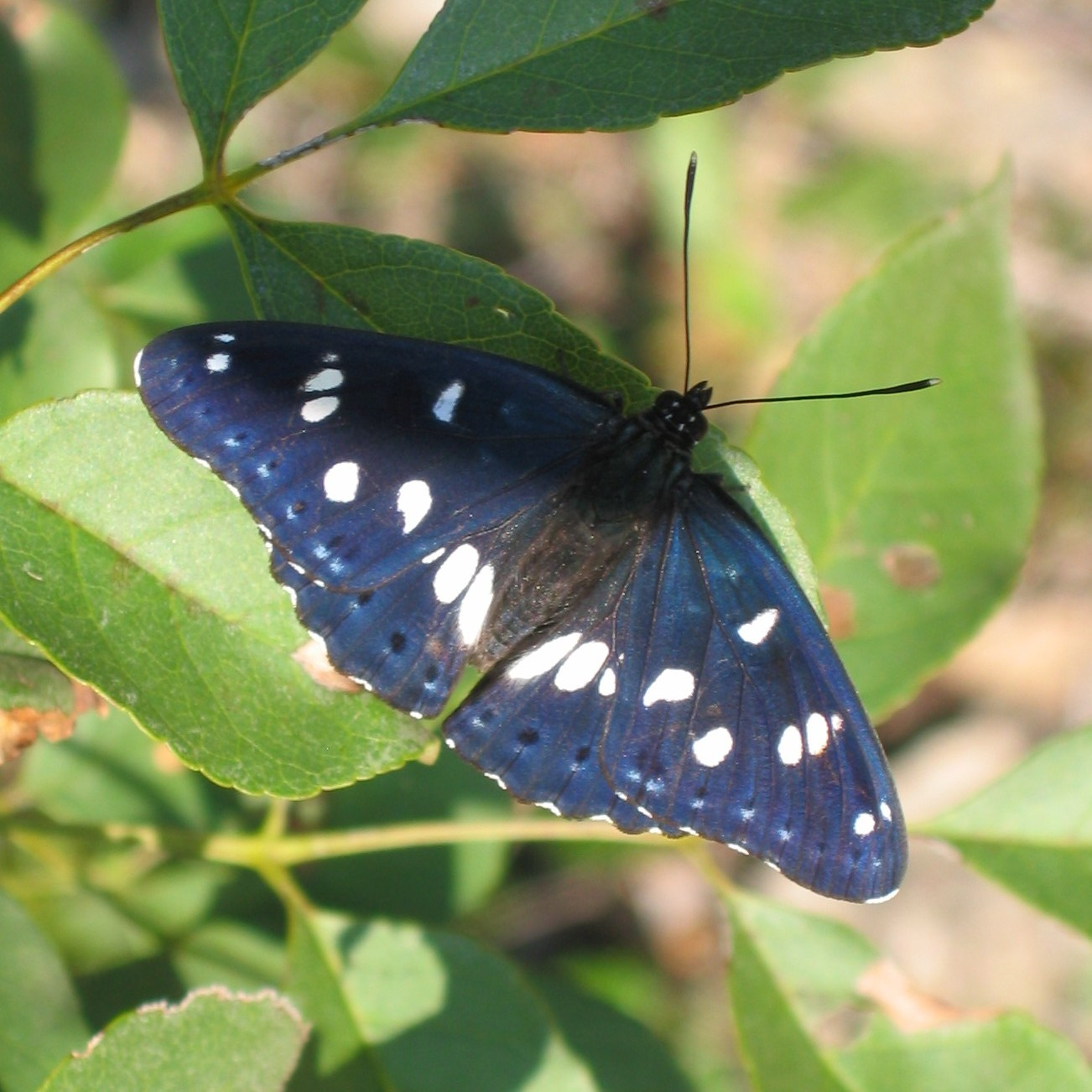
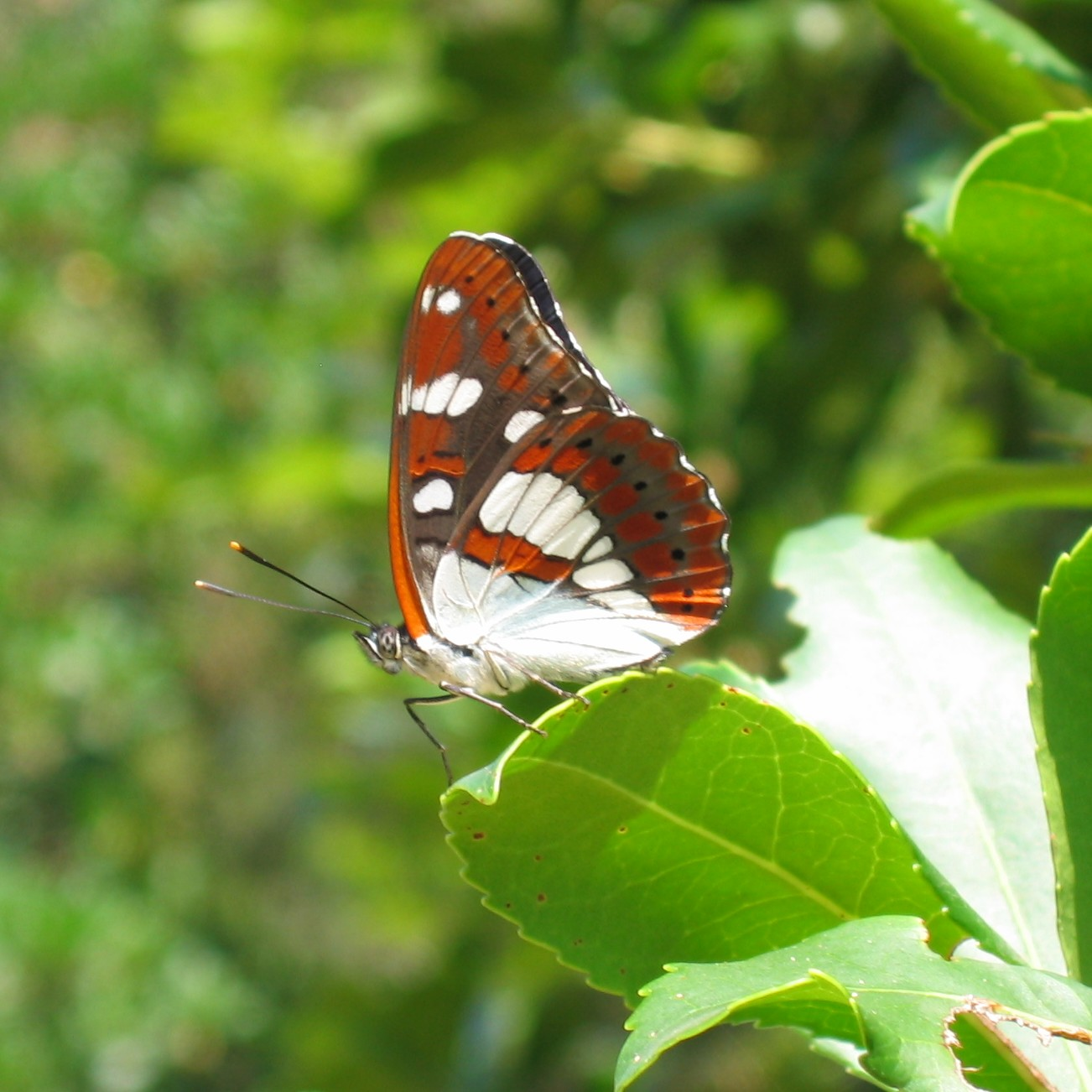
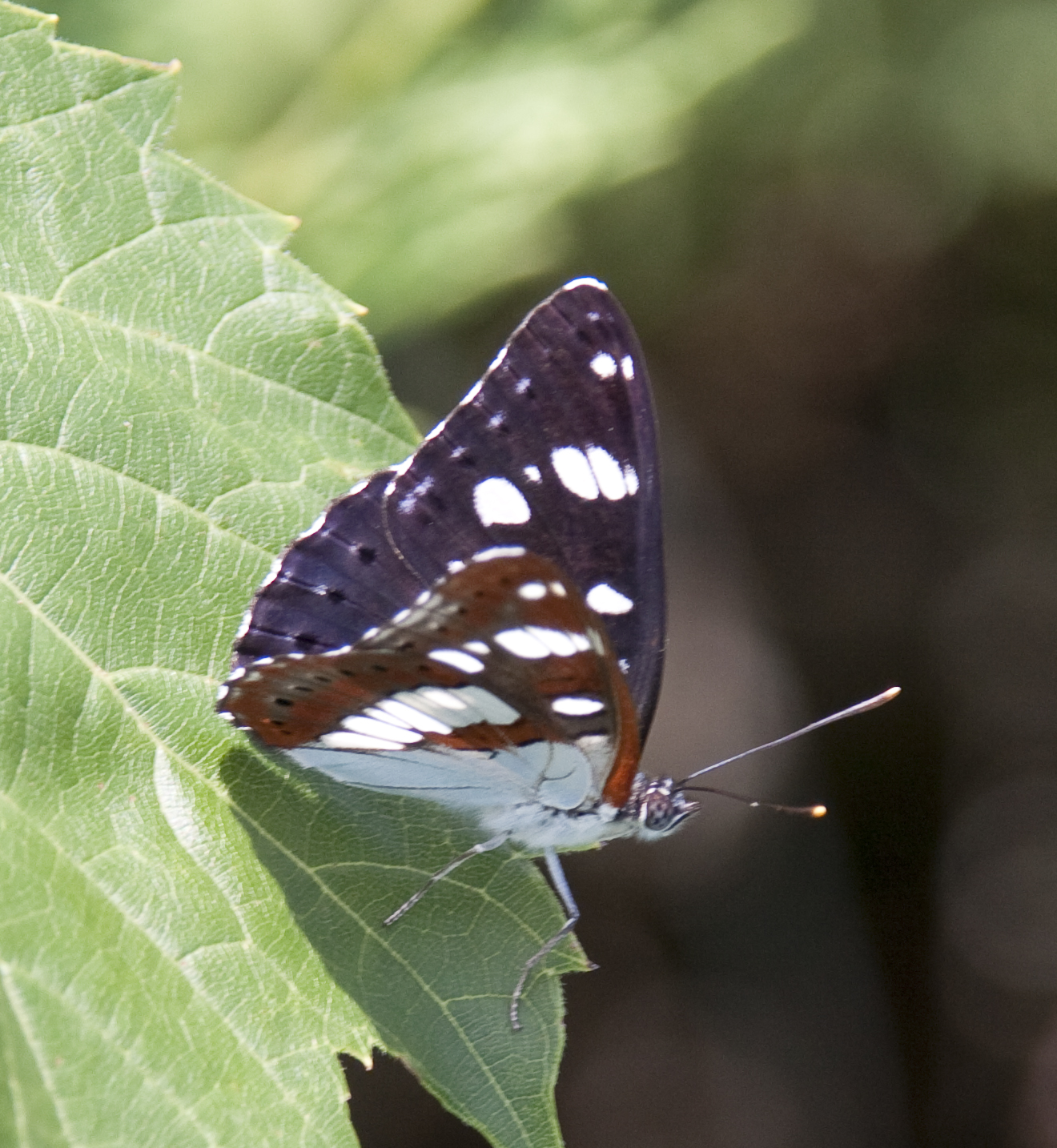
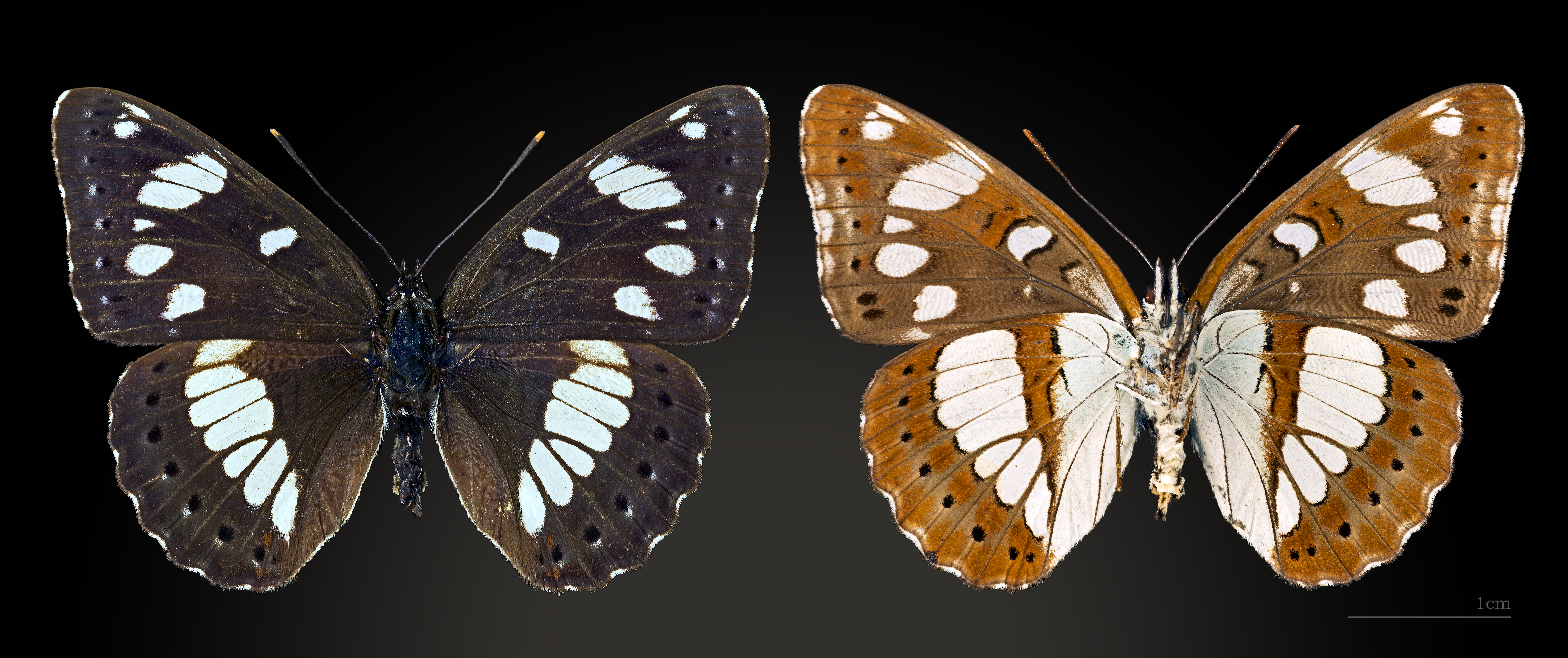
Limenitis reducta Båda sidor.